# Šumavská pěší magistrála
Šumavská pěší magistrála je páteřní turistická, červeně značená trasa na Šumavě. Vede převážně podél české státní hranice s Německem a Rakouskem napříč celým pohořím Šumava a překonává nejvyšší hraniční hřebeny (Ostrý, Poledník, Černá hora, Stráž, Třístoličník, Plechý, Smrčina). S délkou přes 140 km se jedná o nejdelší šumavskou turistickou trasu. Správa Národního parku Šumava vybudovala podél trasy od Nové Pece po Železnou Rudu sedm nouzových nocovišť, která jsou určena pro legální přespání v přírodě na území Národního parku Šumava.

## Kilometráž
Průběh Šumavské magistrály v terénu vyznačují tři turistické značené trasy KČT: červená trasa 0245 (Orlovice – Jezero Laka 50 km), červená trasa 0250 (Jezero Laka – U pramene Vltavy 40 km) a červená trasa 0148 (U pramene Vltavy – Svatý Tomáš 87,5 km).

### Červená trasa 0245
Červená trasa 0245 začíná na území Všerubské vrchoviny. Východištěm na šumavský úsek je osada Svatá Kateřina ležící na 10,5 km trasy. Po necelých 3 km trasa za rozcestím Chodská Úhlava v nadmořské výšce 660 m vstupuje na území Šumavy. Z rozcestí Chodská Úhlava vede červená trasa 18 km až k Černému jezeru po asfaltové silnici souběžně cyklotrasou 2055. Za rozcestím U Zadních Chalup obě tyto trasy stoupají severovýchodním svahy Helmwaldu (1103 m) a Hole (1100 m) a na rozcestí Lomnice (1018 m) šumavská magistrála překonává poprvé hranici 1000 m. Na rozcestí Stateček (955 m) lze odbočit na modrou trasu 1421 a vydat se po ní na 2,5 km vzdálený vrchol Ostrého (1293 m). Další odbočka se nabízí z rozcestí Bílá strž (960 m), odkud vede žlutá trasa 6690 k vodopádu Bílá strž. Poté trasa opět stoupá až do výšky 1092 m, odkud kolem Jezerní jedle klesá k Černému jezeru (1008 m), kde se definitivně odpojuje od cyklotrasy 2055. Poté magistrála poprvé překonává výšku 1100 m, neboť na rozcestí Rozvodí dosahuje 1160 m. Na dalším rozcestí Pod Malým Špičákem je možno odbočit na vrchol Špičák (1202 m) vzdálený 0,75 km. Červená trasa sestupuje k Čertovu jezeru (1030 m) a za ním klesá až na rozcestí Železná Ruda – Alžbětín (725 m).
- Svatá Kateřina – Stateček 16 km – Černé jezero 21,5 km – Čertovo jezero 24 km – Železná Ruda, Alžbětín 29,5 km – Jezero Laka 39,5 km